# Сорока Микола Петрович
Микола Петрович Сорока (5 серпня 1952, с. Повчине Новоград-Волинського району Житомирської області — 22 грудня 2024, м. Рівне) — народний депутат України 7 скликання, член Партії регіонів. Ректор Національного університету водного господарства та природокористування (2012—2014).

## Освіта
1974 р. — Українська сільськогосподарська академія, спеціальність — «інженер-механік сільського господарства».

## Трудова діяльність
1974 р. — головний інженер колгоспу.
1975 — 1979 рр. — заступник керуючого та головний інженер Рокитнівського райоб'єднання «Сільгосптехніка».
1979 — 1980 рр. — начальник управління з відновлення деталей машин.
1980 — 1985 рр. — заступник голови з економічних питань Рівненського обласного об'єднання «Сільгосптехніка».
1986 — 1989 рр. — начальник відділу нової техніки агропромислового комітету Рівненської області.
1989 — 1991 рр. — голова Рівненського обласного об'єднання «Агропромремтранс».
1991 — 1993 рр. — генеральний директор Рівненського обласного виробничого об'єднання «Облагротехсервіс».
1993 — 1995 рр. — генеральний директор Рівненського обласного державного підприємства з матеріально-технічного і сервісного забезпечення «Облагротехсервіс».
1995 — 1997 рр. — голова правління ВАТ "Рівненське обласне підприємство з матеріально-технічного і сервісного забезпечення «Облагротехсервіс».
19 лютого 1997 — 22 січня 2005 рр. — голова Рівненської обласної державної адміністрації.
З 2007 р. — заступник міністра регіонального розвитку та будівництва України. У 2008 р. — звільнився.
2010 — 2011 рр. — перший заступник міністра регіонального розвитку та будівництва України.
2012 р. — президент Національного університету водного господарства та природокористування.
На парламентських виборах 2012 р. був обраний Народним депутатом України від Партії регіонів по одномандатному мажоритарному виборчому округу № 155. За результатами голосування отримав перемогу, набравши 32,76 % голосів виборців.
Заступник голови Комітету Верховної Ради з питань науки і освіти.